# Бесиње
Бесиње (алб. Besi) је насељено место у граду Приштини, на Косову и Метохији. Према попису из 2024. у насељу је живело 695 становника.

## Становништво
Према попису из 2011. године, Бесиње има следећи етнички састав становништва:
| Националност | 2011.        |
| Албанци      | 694 (100,0%) |
| Укупно       | 694          |

| Демографија | Демографија | Демографија |
| Година      | Становника  | Становника  |
| ----------- | ----------- | ----------- |
| 1948.       | 214         |             |
| 1953.       | 252         |             |
| 1961.       | 265         |             |
| 1971.       | 350         |             |
| 1981.       | 477         |             |
| 1991.       | 509         |             |
| 2011.       | 694         |             |